# Seta Del Grande
Seta Del Grande (Beirut, 20 giugno 1937) è una cantante lirica armena naturalizzata italiana.

## Formazione e carriera
Nata Seta Paloulian da genitori armeni, Seta Del Grande inizia lo studio del canto giovanissima con Maria Avedian. A Beirut ottiene una borsa di studio dalla scuola Dante Alighieri e si trasferisce a Venezia, dove prosegue gli studi al Conservatorio Benedetto Marcello, con Maria Carbone. Grazie al fortunato incontro con Cesare Bardelli che la indirizza al repertorio lirico/drammatico, debutta nel 1971 in Cavalleria Rusticana al Maggio Musicale Fiorentino sotto la direzione di Riccardo Muti.
Dal debutto comincia una carriera appassionante e proficua, la consacrazione come artista internazionale avviene nel 1976 sul palcoscenico della Scala di Milano, dove canta Aida con la direzione di Thomas Schippers e la regia di Franco Zeffirelli. Aida la seguirà lungo la sua formidabile carriera impegnandola in centosessanta recite: a Firenze con la direzione di Riccardo Muti; all’Arena di Verona, dove nel 1976 sostiene undici recite consecutive e dove ritornerà in oltre cinquanta rappresentazioni, come titolare di ruoli principali; a Trieste; a Buenos Aires al Teatro Colón; a Berlino; a Torino al Teatro Regio con la direzione di Gianandrea Gavazzeni; a Palermo al Teatro Massimo; a Vienna allo Staatsoper; all’inaugurazione del Palais Omnisports Parigi-Bercy, con la regia di Vittorio Rossi e il riconoscimento dell’allora sindaco di Parigi, Jacques Chirac; l’Arena di Nîmes; a Cagliari; in Egitto al Tempio di Luxor; a Londra nel centralissimo Earl's Court; a Birmingham, all’inaugurazione della National Indoor Arena; a Francoforte sul Meno.

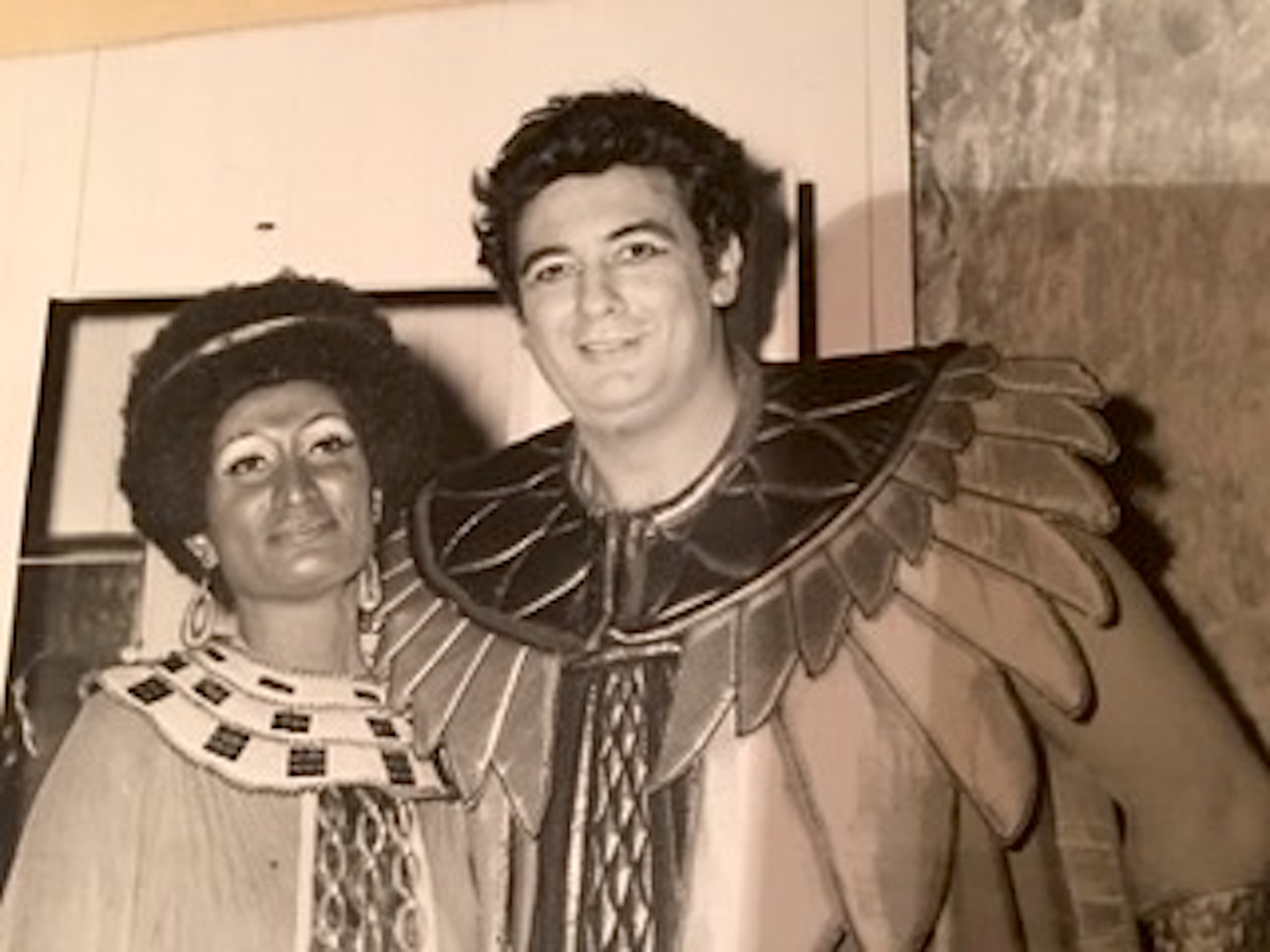
Seta Del Grande con Plácido Domingo all'Arena di Verona per Aida

Canta nei più grandi teatri in Europa e nelle Americhe, toccando le più grandi città: Roma, Firenze, Torino, Palermo, Genova, Sassari, Cagliari, Catania, Bilbao, Parigi, Londra, Caracas, Saragozza, Francoforte, Bruxelles, Tolosa, Lione, Budapest, Belgrado, Copenaghen, Sofia.

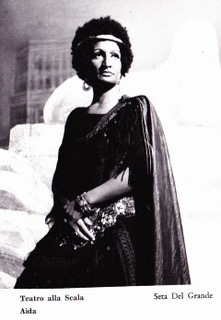
Seta Del Grande in scena in Aida al Teatro alla Scala di Milano

| Anno | Opera                                                                                              | Luogo                                                                                  |
| ---- | -------------------------------------------------------------------------------------------------- | -------------------------------------------------------------------------------------- |
| 1971 | P. Mascagni: Cavalleria Rusticana G. Verdi: Aida                                                   | Firenze Mulhouse Bruxelles                                                             |
| 1972 | G. Verdi: Attila Il Trovatore Otello Aida W.A. Mozart: Don Giovanni                                | Firenze Tenerife Budapest Tolone Besançon                                              |
| 1973 | G. Verdi: Attila Il Trovatore Aida G. Puccini: Madama Butterfly                                    | Firenze Lione Tolone Amburgo Saragozza Tenerife                                        |
| 1974 | G. Verdi: Messa da Requiem Don Carlos La Forza del Destino Aida Otello W.A. Mozart: Così fan Tutte | Caracas Las Palmas Monaco di Baviera Berlino Monaco di Baviera Amburgo Stoccarda Rouen |
| 1975 | G. Verdi: Don Carlos – La Forza del Destino Il Trovatore Otello Aida G. Puccini: Madama Butterfly  | Torino Monaco di Baviera Düsseldorf                                                    |
| 1976 | G. Verdi: Aida                                                                                     | Firenze Milano Verona                                                                  |
| 1977 | G. Verdi: Aida                                                                                     | Trieste Buenos Aires                                                                   |
| 1978 | G. Verdi: Messa da Requiem Ernani La Forza del Destino                                             | Genova Roma Verona                                                                     |
| 1979 | G. Verdi: Il Trovatore A. Boito: Mefistofele G. Puccini: Turandot G. Verdi: Aida                   | Berlino Verona Torino                                                                  |
| 1980 | G. Verdi: Aida V. Bellini: La Straniera                                                            | Vienna Palermo Catania                                                                 |
| 1984 | G. Verdi: Aida G. Puccini: Tosca B. Wilson: Civil Wars G. Verdi: Il Trovatore G. Verdi: Don Carlos | Verona Parigi New York Verona Roma Houston Newark                                      |
| 1985 | G. Puccini: Turandot F. Mannino: Missa pro Defunctis G. Verdi: Don Carlos                          | Parigi Roma Firenze                                                                    |
| 1986 | G. Verdi: Aida Gran Concerto in Eurovisione                                                        | Messina Cagliari Varsavia                                                              |
| 1987 | G. Verdi: Aida G. Verdi: Nabucco                                                                   | Trapani - Luxor Parigi                                                                 |
| 1988 | G. Verdi: Aida                                                                                     | Londra                                                                                 |
| 1989 | G. Verdi: Aida - La Forza del Destino                                                              | Verona                                                                                 |
| 1990 | Tournée di concerti                                                                                | Stati Uniti                                                                            |
| 1991 | G. Verdi: Aida                                                                                     | Birmingham                                                                             |
| 1992 | G. Verdi: Aida                                                                                     | Francoforte                                                                            |

## Repertorio
Interprete verdiana d’eccellenza, nella lunga carriera di soprano drammatico è protagonista in Don Carlos, Il Trovatore, La forza del destino, Attila, Messa da Requiem, Otello, Un ballo in maschera, Simon Boccanegra, Nabucco.
Grazie alla versatilità vocale che la caratterizza, riveste ruoli belcantistici come La Straniera di Vincenzo Bellini, opere moderne e contemporanee come Giulietta e Romeo di Riccardo Zandonai, la Messa pro Defunctis di Franco Mannino, Civil Wars di Bob Wilson, repertori pucciniani e veristi.

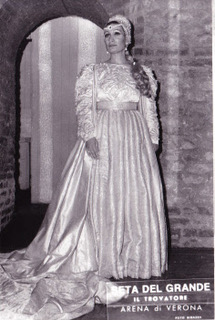
Seta Del Grande in scena nell'opera Il Trovatore all'Arena di Verona

| Autore                  | Opera |
| ----------------------- | --- |
| Giuseppe Verdi          | Attila Un Ballo in Maschera Don Carlos Ernani Il Trovatore La Forza del Destino Messa da Requiem Nabucco Otello Simon Boccanegra I due Foscari I Masnadieri Giovanna d’Arco Luisa Miller I Vespri Siciliani |
| Georges Bizet           | Carmen |
| Gaetano Donizetti       | Anna Bolena Maria Stuarda Lucrezia Borgia |
| Giacomo Puccini         | La Bohème Tosca Turandot Madama Butterfly Manon Lescaut |
| Vincenzo Bellini        | La Straniera |
| Wolfgang Amadeus Mozart | Così fa Tutte Don Giovanni Le Nozze di Figaro |
| Pietro Mascagni         | Cavalleria Rusticana |
| Ruggero Leoncavallo     | I Pagliacci |
| Charles Gounod          | Faust |
| Arrigo Boito            | Mefistofele |
| Riccardo Zandonai       | Giulietta e Romeo |
| Bob Wilson              | Civil Wars |
| Franco Mannino          | Missa pro Defunctis |
| Jules Massenet          | Manon |

## Riconoscimenti
Vincitrice giovanissima del Concorso Città di Fano, giudicata da Mafalda Favero, riceve nel corso della carriera numerosi riconoscimenti fra cui il Palcoscenico d’Oro dalla città di Mantova e il Verdi d’Oro dalla città di Parma; da ricordare, inoltre, è il quadro con dedica donatole dal compositore Giancarlo Menotti, in occasione dell’Aida di Trieste, diretta dal maestro Francesco Molinari-Pradelli.

## Vita privata
A Venezia conosce Antonio Kuciukyan, economista, allora studente all’Università Ca’ Foscari, i due giovani si sposano il 1º marzo 1964 nella città lagunare e Seta diviene così cittadina italiana. Attualmente la coppia vive a Bruxelles.